# 利斯尼切
48°15′56″N 29°34′48″E / 48.26556°N 29.58000°E
利斯尼切（烏克蘭語：Лісниче），是烏克蘭的村落，位於該國西南部文尼察州，由海辛區負責管轄，始建於1280年，面積48.2平方公里，海拔高度197米，2001年人口1,410，人口密度每平方公里29.25人。